# عبد الرحمن سميح إبراهيم
عبد الرحمن الحاج إبراهيم واسمه الكامل عبد الرحمن سميح عبد الرحمن الحاج إبراهيم (أبو سميح؛ 27 فبراير 1958 – 31 يناير 2025) عالم سياسة وبروفيسور ومفكر ومؤرخ سياسي فلسطيني، وُلِدَ ونشأ في مدينة طولكرم الفلسطينية، وشغل مناصب عدة منها رئيسًا لمركز رام الله لدراسات حقوق الإنسان، ورئيسًا لدائرة العلوم السياسية في جامعة القدس وجامعة بيرزيت، وعميدًا لكلية الحقوق والإدارة العامة في جامعة بيرزيت.

## نشأته وتحصيله العملي
وُلِدَ عبد الرحمن سميح عبد الرحمن الحاج إبراهيم في مدينة طولكرم بالضفة الغربية بتاريخ 27 فبراير 1958، ودرس في المدرسة الفاضلية التاريخية بالمدينة، وحصل على درجة الماجستير في العلوم السياسية من جامعة وارسو في بولندا، ثم نال درجة الدكتوراه في العلوم السياسية والعلاقات الدولية من ذات الجامعة في بداية التسعينات.
اسمه هو على اسم جده "عبد الرحمن الحاج إبراهيم" رئيس بلدية طولكرم منذ عام 1905 وحتى عام 1938، وعمه هو السياسي الفلسطيني "سليم الحاج إبراهيم" أحد أبرز زعماء الحركة الوطنية الفلسطينية في القرن العشرين.

## حياته العملية
عمل عبد الرحمن الحاج إبراهيم أستاذًا للعلوم السياسية في جامعة القدس وشغل منصب رئيس دائرة العلوم السياسية فيها منذ عام 2005 وحتى عام 2007، كما تولى في ذات الجامعة مناصب أخرى منها عميدًا مشاركًا في كلية الآداب.
عمل بعد ذلك وحتى وفاته أستاذًا للعلوم السياسية والدراسات الدولية في جامعة بيرزيت وفي معهد إبراهيم أبو لغد للدراسات الدولية بالجامعة، وشغل سابقًا مناصب عدة في جامعة بيرزيت منها رئيسًا لدائرة العلوم السياسية وعميدًا لكلية الحقوق والإدارة العامة.
كما شغل حتى وفاته منصب رئيس الأكاديمية الفلسطينية لتعزيز النزاهة "نزاهة"، ورئيسًا لمؤسسة الأفق للتنمية الشبابية، وخبيرًا في مركز رؤية للتنمية السياسية، كما شغل سابقًا منصب رئيس مركز رام الله لدراسات حقوق الإنسان وخلفه برئاسة المركز إياد برغوثي.

## مؤلفاته
له العديد من المؤلفات والأبحاث حول الثورات والانتقال الديمقراطي في العالم العربي وأوروبا الشرقية وبولندا ومصر، إضافة لمُشاركته بالعديد من الأوراق في مؤتمراتٍ وفعالياتٍ عالمية، كما تولى رئاسة جلساتٍ عدة في مؤتمراتٍ سياسية.
ومن أبرز كتبه المنشورة:
- كتاب «الانتخابات في فلسطين في أواخر العصر العثماني وأوائل الاحتلال البريطاني من خلال سجل محاضر الانتخابات في قضاء طولكرم»، جمع وتحقيق، وقد صدر عام 2009 عن دار ورد الأردنية للنشر والتوزيع.[20][21]

- كتاب «العولمة: عمليات العولمة في العالم المعاصر»، صدر عام 2009.[22]

- كتاب «مدخل في التعليم السياسي للقيادات النقابية: الأحزاب السياسية، الأنظمة الانتخابية، السلطة التشريعية، الفرد والقيادة السياسية»، صدر عام 2008.[23]

- كتاب «الثورات والانتقال الديمقراطي في العالم العربي وأوروبا الشرقية: بولندا ومصر نموذجًا»، بالاشتراك مع أحمد مصلح ومراد شاهين ولورد حبش، وقد صدر عام 2015.[24]

## وفاته وتأبينه
تُوفي في 31 يناير 2025 في المستشفى الاستشاري العربي بعد عدةِ أيامٍ من إصابته بأزمةٍ صحيةٍ حادة مكث خلالها في المشفى، بالتزامن مع الأيام الأولى للاجتياح الإسرائيلي الكبير لمدينة طولكرم، وقد نعاه العديدُ من الشخصياتِ والمؤسساتِ فلسطينية.
في 27 مايو 2025 أُقيم له حفل تأبين رسميّ في جامعة بيرزيت وذلك تكريمًا لذكراه ولمسيرته الأكاديمية والعلمية والفكرية.

## قالوا عن
- يقول مدير مركز إعلام حقوق الإنسان والديمقراطية (شمس) عمر رحال: «خطّ الدكتور عبد الرحمن الحاج إبراهيم مسيرته في دائرة العلوم السياسية بكل وقار، لا كأستاذ جامعي فحسب، بل كقامة فكرية ووطنية سامقة، حملت على عاتقها مسؤولية التنوير والتغيير .. فكان الدكتور الحاج إبراهيم أحد أعمدة العلوم السياسية، مفكراً يُوقد في العقول وهج الأسئلة الحرة .. هو ليس مجرد أكاديمي بين الجدران، بل هو روح حرة تجوب فضاءات المعرفة، تنقّب في دهاليز السياسة عن جوهر العدالة، وتعيد صوغ المفاهيم بلغة الإنسان قبل لغة الدولة .. لم يكن الدكتور عبد الرحمن الحاج إبراهيم مجرد أستاذ في العلوم السياسية».[28]